# Sammy Onyango
Sammy Onyango (ur. 3 marca 1961 – zm. 2 sierpnia 2002) – kenijski piłkarz grający na pozycji lewego pomocnika. W swojej karierze grał w reprezentacji Kenii.

## Kariera klubowa
Swoją karierę piłkarską Onyango rozpoczął w klubie Hakati Sportiff FC, w którym zadebiutował w 1980 roku. W 1981 roku przeszedł do Gor Mahia. Wywalczył z nim cztery mistrzostwa Kenii w sezonach 1983, 1984, 1985 i 1987 oraz zdobył pięć Pucharów Kenii w sezonach 1981, 1983, 1986, 1987 i 1988. W 1990 roku przeszedł do Kisumu Posta, w którym zakończył karierę.

## Kariera reprezentacyjna
W reprezentacji Kenii Onyango zadebiutował w 1983 roku. W 1987 roku zajął z Kenią 2. miejsce w Igrzyskach Afrykańskich 1987. W 1988 roku powołano go do kadry na Puchar Narodów Afryki 1988, na którym nie rozegrał żadnego meczu.
W 1990 roku Onyango został powołany do kadry na Puchar Narodów Afryki 1990. Na tym turnieju rozegrał jeden mecz grupowy, z Kamerunem (0:2). W kadrze narodowej grał do 1991 roku.